# Daniela Neunast
Daniela Neunast (ur. 19 września 1966 w Poczdamie) – niemiecka wioślarka (sternik), dwukrotna medalistka olimpijska.
Urodziła się w NRD i do zjednoczenia Niemiec startowała w barwach tego kraju. Oba medale zdobyła jako członkini ósemki. W Seulu sięgnęła po złoto, cztery lata później – już jako reprezentantka zjednoczonych Niemiec – zajęła trzecie miejsce. Brała udział w IO 96. Stawała na podium mistrzostw świata (złoto w czwórce ze sternikiem w 1985).